# Xian de Jiexi
Le xian de Jiexi (揭西县 ; pinyin : Jiēxī Xiàn) est un district administratif de la province du Guangdong en Chine. Il est placé sous la juridiction de la ville-préfecture de Jieyang.

## Démographie
La population du district était de 894 236 habitants en 1999.